# South Ferry (Manhattan)

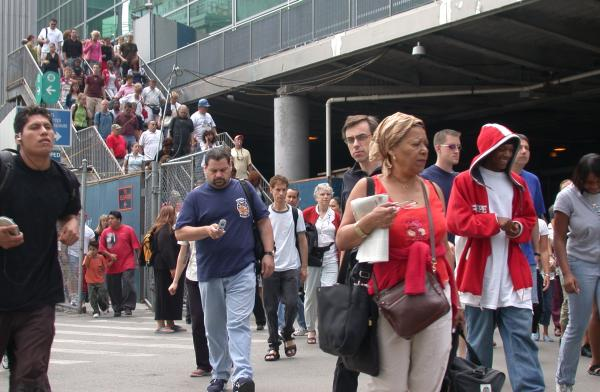
Pasajeros del Ferry de Staten Island emergen de la terminal en South Ferry, en Manhattan.

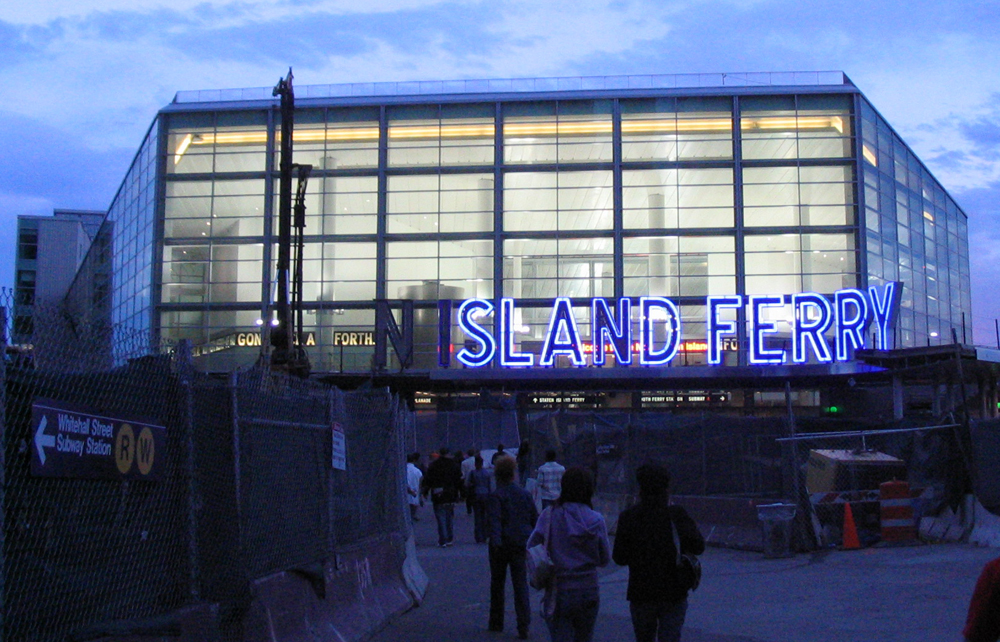
La terminal siendo renovada, en mayo de 2005.

South Ferry  (en español, Transbordador del Sur o Ferry del Sur) está en la punta sur de la isla de Manhattan en la Nueva York y es el punto de embarque hacia los transbordadores a Staten Island (Ferry de Staten Island) y la isla Governors. 
South Ferry está servida por varias estaciones de metro:
- South Ferry en la línea IRT Broadway –Séptima Avenida; dando servicio a la línea 1
- Calle Whitehall – South Ferry en la línea BMT Broadway; dando servicio a los trenes N, R y W
- Bowling Green en la línea IRT Avenida Lexington; dando servicio a los trenes 4 y 5 (algunos trenes de la línea de la Avenida Lexington llegaban hasta South Ferry hasta 1977)

South Ferry también acogió una terminal elevada de cuatro vías con acceso a todos los trenes elevados de Manhattan que circulaban hacia el norte por las Segunda, Tercera, Sexta y Novena avenidas. Estas líneas fueron cerradas por etapas entre 1938 y 1955.

## Historia del nombre
El origen del nombre South Ferry es una de las curiosidades menos conocidas, incluso para los neoyorquinos, acostumbrados a usarlo en un sentido geográfico. Uno supondría que se llama así al encontrarse en la punta sur de Manhattan y acoger transbordadores. En realidad se trataba del nombre del Ferry del Sur, uno de los muchos transbordadores entre las entonces separadas ciudades de Nueva York y Brooklyn. El Viejo Ferry (“Old Ferry”), renombrado posteriormente como Ferry de Fulton (“Fulton Ferry”) viajaba entre Manhattan y Brooklyn desde las calles que en cada una de las ciudades serían renombradas como Fulton, debido a la compañía de transbordadores. El Nuevo Ferry (“New Ferry”) la atravesaba más hacia el este, entre las calles Catherine, en Manhattan y Main, en Brooklyn.
Al crecer la ciudad de Brooklyn, el área localizada al sur de la avenida Atlantic -conocida como “South Brooklyn” o Brooklyn Sur- empezó a ser edificada, pero tenía falta de accesos a las terminales de transbordadores en la parte norte de Brooklyn. Por ello, uno nuevo fue creado en 1836 para llevar a los pasajeros directamente a la avenida Atlantic y las partes sur de la ciudad de Brooklyn, llamándose por ello “South Ferry”. El transbordador conectaba al pie de la avenida Atlantic y el Ferrocarril de Brooklyn y Jamaica (éste posteriormente parte del Ferrocarril de Long Island) a través del túnel de Cobble Hill. Adicionalmente, South Ferry era el nombre del embarcadero en Brooklyn y la estación marítima de dicho transbordador.
Battery Park, que colinda con South Ferry al oeste, tiene muelles para los transbordadores hacia la Estatua de la Libertad.